# 大穆王后
大穆王后（대목왕후，?—?），皇甫氏，父亲是高丽太祖，母亲是神静太后皇甫氏，随母姓，也是王旭的姊妹。
谥号大穆王后，祔光宗廟。
皇甫氏嫁給异母兄弟高麗光宗王昭，生高丽景宗、孝和太子、千秋寶華二夫人、文德王后。
光宗七年（956年），命按檢奴婢，辨其是非，奴婢背主者非常多，奴婢违抗主人之風大行，贵族都抱怨。大穆王后上諫，光宗不納。

高麗穆宗五年（1002年）四月加安靜。
高麗顯宗五年（1014年）三月加宣明，十八年（1027年）四月加懿正，後又加信敬。
高麗文宗十年（1056年）十月加恭平。
高麗高宗四十年（1253年）十月加靜睿。全称安靜宣明懿正信敬恭平靜睿大穆王后。

## 家族
- 父：高丽太祖王建
- 庶母：神明順成太后劉氏
  - 夫：高麗光宗王昭
    - 子：高麗景宗王伷
      - 孫：高麗穆宗王訟，獻哀王后出。

    - 子：孝和太子
    - 長女：千秋殿夫人，適千秋殿君。
    - 次女：宝华宫夫人
    - 三女：文德王后刘氏，適弘德院君王圭、高丽成宗。
- 生母：神静太后皇甫氏，皇甫悌恭之女。
  - 兄弟：高丽戴宗王旭
    - 外甥：高麗成宗王治
    - 外甥女：獻哀王后皇甫氏
    - 外甥女：獻貞王后皇甫氏

## 影視形象
| 演員   | 年代           | 電視台 | 劇名                   | 備註                                                    |
| ------ | -------------- | ------ | ---------------------- | ------------------------------------------------------- |
| 全惠珍 | 2002年～2003年 | KBS    | 帝國的早晨             |                                                         |
| 李英雅 | 2009年         | KBS    | 千秋太后               | 客串                                                    |
| 李荷妮 | 2015年         | MBC    | 輝煌或瘋狂             | 劇中名「皇甫麗援」 改編自同名小說，故與正史有許多出入。 |
| 姜漢娜 | 2016年         | SBS    | 月之戀人－步步驚心：麗 | 劇中名「皇甫妍華」                                      |